# Banks (Oregon)
Pour les articles homonymes, voir Banks.
Banks est une municipalité américaine située dans le comté de Washington en Oregon.
Lors du recensement de 2010, sa population est de 1 777 habitants. La municipalité s'étend alors sur une superficie de 0,37 mille carré (0,96 km2).

## Histoire
Les premiers européens à s'implanter sur ce site sont Peyton et Anna Wilkes en 1847. Une localité se forme autour de leur propriété et prend le nom de Wilkes. À partir de 1901, le chemin de fer dessert Wilkes, passant par le terrain de John L. et Nancy Banks. La plupart des habitants de la ville voisine de Greenville, délaissée par le chemin de fer, choisissent de déménager à Wilkes, dont le bureau de poste prend le nom de Banks. Banks devient une municipalité en 1920 ou 1921.